# 崩壊アンプリファー
『崩壊アンプリファー』（ほうかいアンプリファー）は、ASIAN KUNG-FU GENERATIONの1枚目のミニアルバム。2002年11月25日にUNDER FLOWER RECORDSから発売された後、2003年4月23日にキューンレコードから再発売された。

## 楽曲について
遥か彼方
MVが存在（監督：宮野敏一）し、『映像作品集　1巻』に収録されている。『BEST HIT AKG』にも収録された。
タイアップの効果もあり、海外でも人気な楽曲である。海外公演では終盤にこの楽曲を演奏することが多い。
羅針盤
ライブでは間奏で後藤が掛声を入れることが多い。
粉雪
後藤が初めて作った日本語詞の曲であり、自主制作盤『I'm standing here』に収録されている。
青の歌
自主制作盤『二兎を追う者、一兎をも得ず』に『Song of Blue』の名で収録されていた。
インディーズ版ではフェードアウトで曲が終了しており、構成もメジャー再発版と若干異なる。

## 収録曲
- 全作詞：後藤正文、全編曲：ASIAN KUNG-FU GENERATION

| #         | タイトル                                                                                     | 作詞      | 作曲               | 時間  |
| --------- | -------------------------------------------------------------------------------------------- | --------- | ------------------ | ----- |
| 1.        | 「遥か彼方」(テレビ東京系アニメ『NARUTO -ナルト-』第2代（第26話～第53話）オープニングテーマ) |           | 後藤正文           | 4：02 |
| 2.        | 「羅針盤」                                                                                   |           | 後藤正文・山田貴洋 | 2：32 |
| 3.        | 「粉雪」                                                                                     |           | 後藤正文           | 3：46 |
| 4.        | 「青の歌」                                                                                   |           | 後藤正文           | 3：52 |
| 5.        | 「サンデイ」                                                                                 |           | 後藤正文           | 4：03 |
| 6.        | 「12」                                                                                       |           | 後藤正文           | 4：36 |
| 合計時間: | 合計時間:                                                                                    | 合計時間: | 22:51              |       |

## 演奏
- 後藤正文：Vocals, Guitar
- 喜多建介：Guitar, Vocals
- 山田貴洋：Bass, Vocals
- 伊地知潔：Drums
- Kumiko Ishikawa (unknown readymade)：Vocals (#3)

## カバー
遥か彼方
- KANA-BOON - 2022年11月2日発売の17thシングル『きらりらり』に収録。
- FLOW - 2023年8月30日発売のカバーアルバム『FLOW THE COVER 〜NARUTO縛り〜』に収録。
- MyGO!!!!!［高松燈（羊宮妃那）］ - ゲーム『バンドリ! ガールズバンドパーティ!』に収録（2024年11月20日追加）。